# Ivel
 (février 2016).
Si vous disposez d'ouvrages ou d'articles de référence ou si vous connaissez des sites web de qualité traitant du thème abordé ici, merci de compléter l'article en donnant les références utiles à sa vérifiabilité et en les liant à la section « Notes et références ».
Pour la rivière du sud-ouest de l'Angleterre, voir Yeo.
L'Ivel est une rivière du centre de l'Angleterre. Long d'environ 25 km, cet affluent de la Great Ouse coule principalement dans le comté du Bedfordshire.

## Cours
L'Ivel prend sa source dans le Hertfordshire, au nord de Baldock. Elle traverse les localités de Stotfold, Arlesey, Henlow, Langford, Biggleswade, Sandy et Blunham avant de se jeter dans la Great Ouse à Tempsford.